# Mutantes Omega
En X-Men III: La Decisión final, Mutantes Omega es una banda de mutantes liderada por Callisto, que se unieron al grupo de mutantes encabezado por Magneto que asaltaron Alcatraz; todos sus miembros llevan tatuajes con forma de omega por todo el cuerpo. Es probable que los Mutantes Omega sean la versión cinematográfica de los Morlocks, un grupo de mutantes marginados de los cómics de X-Men.
Los miembros más importantes son: Callisto (líder, con super velocidad y el poder de detectar otros mutantes), Púa (Un mutante con el cuerpo recubierto de espinas), Mariposa Mental (capaz de camuflarse) y Arco Voltáico (que provoca ondas de choque). El resto de los miembros están innominados, pero los seguidores del cómic creen haber descubierto la identidad de algunos de ellos: Spike(el mutante con el que se enfrenta Wolverine en el bosque), Desvanecedor (con los poderes de Rondador Nocturno), Anole (Semejante al Sapo de la primera entrega), Glob Herman (el mutante con cara roja y sus huesos descubiertos), Ash (el de la piel volcánica), Phat (El mutante que modifica su masa en la iglesia), etc.
- Datos: Q6034857